# Famiglia scelta
Dall'inglese "family of choice", anche conosciuta come "found family" o "hānai family", una famiglia scelta o famiglia di elezione è un termine che indica un insieme di persone che non hanno relazione biologica, dove le sue integranti trovano mutuo supporto emotivo e sociale. A differenza della "famiglia di origine" (la famiglia biologica o nella quale uno cresce), la famiglia scelta non si basa su vincoli biologici, bensì su quelli formati da una propria scelta. Questo tipo di famiglie sono comuni all'interno della comunità LGBTQI; alcuni esempi sono i gruppi di veterani, le comunità di supporto per superare dipendenze o traumi infantili e i gruppi di amici che hanno poco o nessun contatto con i suoi genitori biologici. La famiglia scelta è gruppo di persone nella vita di un individuo che compie il ruolo tipico della famiglia come sistema di supporto.

## Famiglia scelta nella comunità LGBTQI
Un caso in particolare sono le persone che si identificano come parte della comunità LGBTQI, che spesso cercano famiglie di scelta quando si trovano in bisogno di supporto sociale dovuto all'isolamento causato dalle famiglie di origine. In 1991 Kath Weston ha segnalato che, al momento in cui un individuo LGBTQI fa coming out corre il rischio di essere abbandonato dalla sua famiglia. Al fare coming out, molte persone LGBTQI sperimentano un rifiuto da parte delle famiglie nelle quali sono cresciute. Alcune ricerche indicano che, per mancanza di appoggio sociale da parte della famiglia di origine dell'individuo, la famiglia scelta può offrire protezione.